# Imre Kálmán
Emmerich (Imre) Kálmán (ur. 24 października 1882 w Siófoku jako Imre Koppstein, zm. 30 października 1953 w Paryżu) – węgierski kompozytor operetkowy. Najwybitniejszy obok Lehára przedstawiciel II operetki wiedeńskiej.

## Życie

### Młodość
Imre Kálmán urodził się 24 października 1882 roku w Siófoku nad Balatonem. Był synem żydowskiego kupca zbożem Karla Koppsteina i jego żony, Pauli z domu Singer. Kupiecka firma ojca po okresie rozkwitu upadła pod koniec XIX wieku. Domy i fabryki trzeba było sprzedać i cała rodzina przeniosła się do Budapesztu. Kálmán ukończył słynne budapeszteńskie Fasori Gimnázium . W latach gimnazjalnych chcąc zdobyć pieniądze na naukę gry na fortepianie, udzielał korepetycji z łaciny i greki, nocą zaś adresował koperty dla domu handlowego, otrzymując za tysiąc kopert jedną koronę. Marzył by zostać pianistą wirtuozem. Marzeniom położyła kres choroba prawej ręki . Wspominał później: Gamy, ćwiczenia, inwencje Bacha, łatwiejsze utwory Chopina, sonaty Beethovena – i mój ideał, Robert Schumann. Całymi dniami przesiadywałem przy fortepianie... nagle poczułem ból ręki... czekałem przez pewien czas, próżno żywiąc nadzieję, gdyż każda kolejna próba przynosiła gorzkie rozczarowanie. Terapia gorącym powietrzem, kąpiele, galwanizacje, wzmacniające preparaty; ale polepszenie nie przychodziło; tak skończyła się moja kariera pianisty – byłem ściągniętym z obłoków, bardzo poważnym i bardzo smutnym człowiekiem.
Dzięki wpływom swoich przyjaciół Alberta Szirmai i Wiktora Jacobi w latach 1900–1904 podjął studia harmonii i kontrapunktu w Akademii Muzycznej w klasie kompozycji Hansa Koesslera, wraz z Bartókiem i Kodály'em. Jednocześnie zgodnie z życzeniem ojca studiował prawo. Napisał w tym czasie cykl pieśni, poemat symfoniczny Endre und Johanna i scherzo orkiestrowe Saturnalia. W 1904 roku wykonała je Filharmonia Budapeszteńska. W 1906 roku wystawił swoją pierwszą komedię muzyczną Dziedzic Pereszleny. Pisał też piosenki pod pseudonimem Koloman Imrey oraz artykuły jako krytyk muzyczny, dla „Pesti Naplo”. W 1907 roku otrzymał Nagrodę miasta Budapeszt im. Franciszka Józefa, która umożliwiła mu w późniejszym czasie przeniesienie się do Wiednia.

### Pierwsze sukcesy

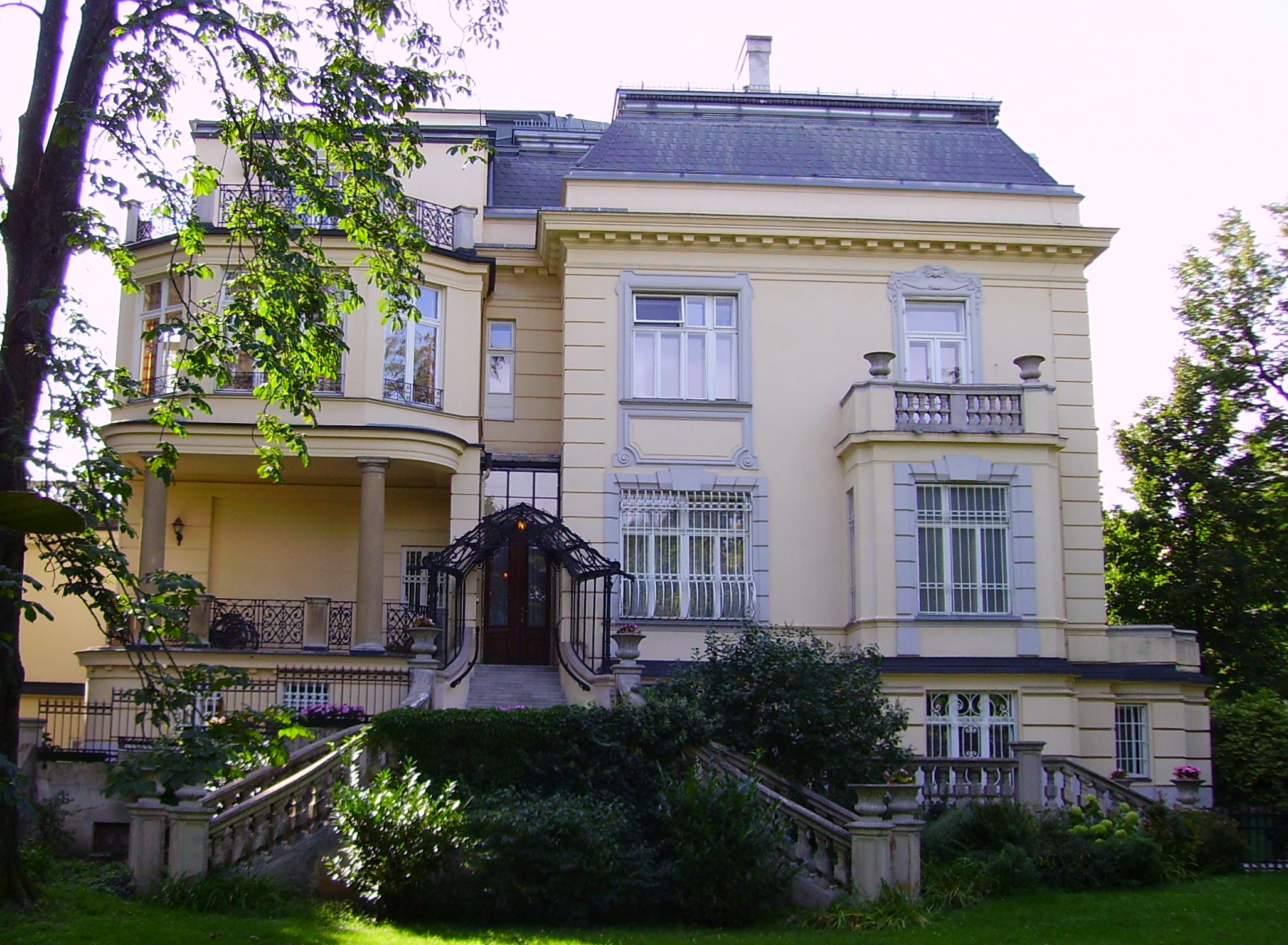
Willa Kálmána w Wiedniu 1934–1938, Hasenauerstraße 29

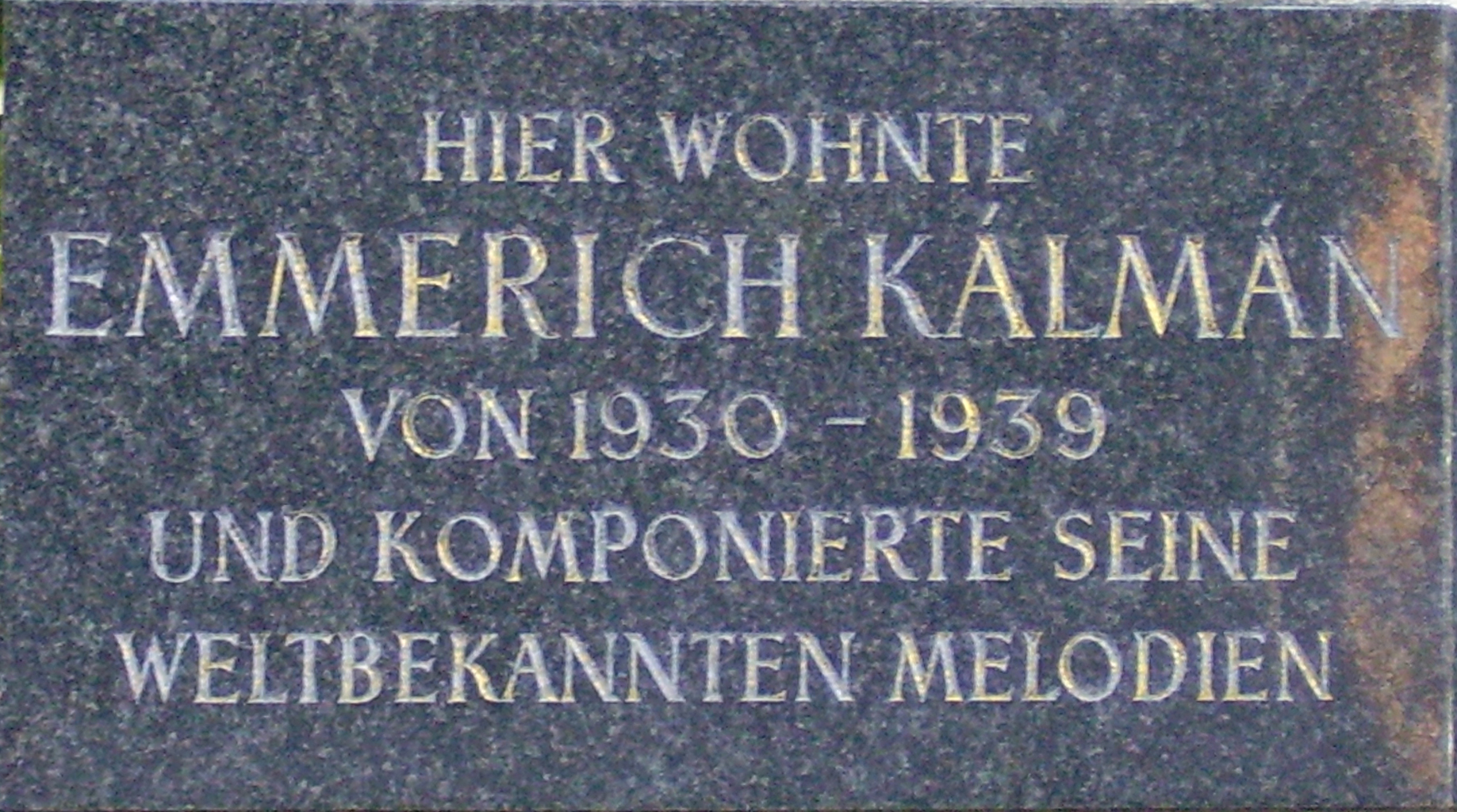
Tablica upamiętniająca pobyt kompozytora

Sukces Wesołej wdówki Lehára zainteresował Kálmána operetką. Zaczął poszukiwać odpowiedniego libretta. Wreszcie przedstawił Karolowi von Bakonyi’emu, czołowemu libreciście Budapesztu, pomysł operetki, której akcja toczy się na manewrach. Libretto napisane przez Bakonyi’ego opowiada historię zubożałego porucznika huzarów von Lörenthy’ego, który podczas manewrów zostaje wraz z całym pułkiem zakwaterowany w okolicy zamku swoich przodków. Należy on obecnie do pięknej baronowej Rizy, w której Lörenthy był niegdyś zakochany, i która podobnie jak Hanna Glawari z Wesołej wdówki dla pieniędzy poślubiła innego. Dumny porucznik odmawia przybycia na zamek, lecz zakochana w nim nadal wdowa bierze sprawy w swoje ręce i historia kończy się szczęśliwie. Operetka pod tytułem Tatárjárás (Klęska Tatarów) miała premierę w Budapeszcie na początku 1908 roku. Sława operetki sprowadziła do Budapesztu, poszukującego nowych talentów dyrektora Theater an der Wien Wilhelma Karczaga. 22 stycznia 1909 roku operetka w niemieckiej wersji językowej, jako Manewry jesienne, została wystawiona w Wiedniu. Operetka odniosła znaczący sukces, została wystawiona 265 razy.
Rozczarował następny utwór Kálmána Der gute Kamerad (1911). Słabe libretto Bakonyi’ego, którego nie zdołał poprawić nawet Victor Léon, nie pozwoliło kompozytorowi rozwinąć swoich możliwości. Spektakl zszedł z afisza po kilku tygodniach. Kompozytor stanął przed koniecznością szukania nowego libretta i tak trafił na Juliusza Wilhelma. Powstał utwór opowiadający o starym, słynnym skrzypku cygańskim, który pod koniec życia raz jeszcze wyjeżdża do Paryża, by na miejscu uznać, że syn przewyższył go kunsztem i powrócić do rodzinnej wioski. Piosenki do libretta napisał Fritz Grünbaum. Operetka Król skrzypków (Der Zigeunerprimas) została wystawiona w 1912 roku w Johann-Strauss Theater i cieszyła się sporym powodzeniem. Nad tym dziełem upłynęły mi najpiękniejsze dni kompozytorskiego życia – wyznał po latach Kálmán.

### Księżniczka czardasza
Światowy sukces odniósł Kálmán operetką Księżniczka czardasza do libretta Leo Steina i Béli Jenbacha, którą pisał przez 1914 rok, pomimo wybuchu wojny i osobistej tragedii (śmierci brata Beli). Premiera 13 listopada 1915 roku w Johann-Strauss Theater okazała się wielkim sukcesem. Spektakl był wystawiany przez cały rok 1916, w sumie 500 razy, stając się największym wydarzeniem operetkowym lat wojennych. Opowiadał o perypetiach miłości syna książęcej rodziny austriackiej, zbliżonej do dworu cesarskiego, do szansonistki z budapeszteńskiego teatru variété. Po wojnie operetka rozpoczęła triumfalny pochód przez sceny europejskie: w 1921 roku została wystawiona w Londynie, w 1930 – w Paryżu, w 1931 – w Berlinie.
Sukces Księżniczki bardzo zaciążył nad młodym kompozytorem. Z obawy przed porażką i utratą sławy zaczął kopiować samego siebie, wprowadzając do kolejnych operetek te same postaci, numery muzyczne i często tą samą szatę orkiestrową. Dzięki bogatej inwencji melodycznej Kálmána nie przeszkodziło to początkowo entuzjastycznemu przyjęciu jego kolejnych utworów. Tak było w przypadku Wieszczki karnawału (Die Faschingsfee, 1917) rozgrywającej się w środowisku monachijskiej cyganerii, w której budapeszteńska szansonistka zmienia się w księżną Aleksandrię Marię, która zamiast poślubić księcia von Grevlingen, zakochuje się w młodym malarzu Wiktorze Ronai. Partyturę Kálmán oparł na swojej wcześniejszej, węgierskiej operetce Suzzi Kisasszony. W Dziewczęciu z Holandii (Das Hollandsweibchen, 1920) posłużył się motywem księżniczek przebierających się za kelnerki, by wzbudzić miłość u przeznaczonych im na mężów książąt. Ponownie wykorzystał stare melodie i ponownie spotkało się to z dobrym przyjęciem publiczności.

### Późniejsze utwory
Kolejna operetka Bajadera (1921) przyniosła pewien postęp w zakresie rytmiki i harmonii. Kálmánowski bohater, przybrany tym razem w zdobny w klejnoty turban, i noszący imię hinduskiego księcia Radżami z Lahore, otoczony aurą tajemniczości, przybywa do Paryża, aby się w nim zabawić. Tam spotyka Odette Darimonde, w której się zakochuje. Racja stanu walczy z miłością, Odette opiera się księciu, ale ostatecznie wyznaje mu miłość i wyjeżdża wraz z nim do Indii. Kálmán skomponował szereg przebojów muzycznych, choć nie ustrzegł się też pewnej groteskowości. Operetka wystawiona 21 grudnia 1921 roku odniosła znaczny sukces. Przyniósł on kompozytorowi propozycję napisania kolejnego utworu dla odnowionego Theater an der Wien, którego dyrekcję objął w 1923 roku Hubert Marischka. Premiera Hrabiny Maricy 28 lutego 1924 roku przyniosła Kálmánowi sukces porównywalny z sukcesem Księżniczki czardasza. Libretto Brammera i Grünwalda opowiadało historię zubożałego arystokraty, hrabiego Tassila, który chcąc zapewnić swej siostrze odpowiedni do jej pochodzenia start życiowy, został administratorem majątku młodej i bogatej wdowy i po licznych perypetiach ożenił się z nią. Kálmán znowu zachwycił cygańskim temperamentem, witalnością i liryzmem. Tym razem węgierskie rytmy skojarzył z synkopą jazzową. Jednocześnie mechaniczna niemal perfekcja wykonania wskazywała na pierwsze znamiona wyczerpywania się możliwości obranego przezeń kierunku.
Kolejny wielki sukces przyniosła kompozytorowi wystawiona po raz pierwszy 26 marca 1926 roku Księżniczka cyrkówka. Libretto, oparte na pomyśle ze Studenta żebraka, opowiada o wydziedziczonym księciu, pracującym jako akrobata cyrkowy i księżnej Fedorze Palińskiej, intrydze, która doprowadza do ślubu księżniczki z cyrkowcem i miłości, która czyni możliwym pogodzenie się zakochanych. Operetka mimo bardzo dobrego odbioru u publiczności stanowi niemal fotograficzną kopię Hrabiny Maricy. Sukcesy kolejnych operetek otworzyły przed Kálmánem możliwość wystawienia spektaklu na Brodway. W 1927 roku opracował we współpracy z Oskarem Hammersteinem II musical Golden Hawn. Gotową partyturę przesłał pocztą. Sztuka odniosła umiarkowany sukces, osiągając 184 przedstawienia. Kryzys twórczy ujawniła w pełni wystawiona w 1928 roku Hrabina Chicago. Kálmán próbował w następnej swojej operetce Fiołku z Montmartre nawiązać do nowego, bardziej dramatycznego, stylu Lehára. Efekt wykazał jednak jałowość takich poczynań. Na jego własnym, węgierskim terenie pojawił się tymczasem Pál Ábrahám z Teufelsreiter (1932), sprawiając, że austro-węgierskość Kálmána zaczęła być postrzegana jako fragment dawnej epoki. W tym czasie centrum życia muzycznego przeniosło się z Wiednia do Berlina. W 1936 roku ustawy norymberskie zamknęły jednak przed Kálmánem sceny niemieckie. Premierę swej kolejnej operetki Cesarzowa Józefina (1936) powierzył więc teatrowi miejskiemu w Zurychu. Patetyczna parodia epoki napoleońskiej, nie spotkała się z dobrym przyjęciem u publiczności.

### Ostatnie lata
Do 1938 roku mieszkał w Wiedniu. Odbywał tournées koncertowe, w 1934 roku otrzymał Legię Honorową. Wybudował sobie pałacyk w Wiedniu. Z powodu żydowskiego pochodzenia, musiał w 1938 po aneksji Austrii przez Niemcy opuścić Wiedeń, emigrując przez Zurych do Paryża, a stamtąd w 1940 do USA, gdzie pracował jako dyrygent i kompozytor muzyki rozrywkowej. College of Music w Nowym Jorku przyznało mu tytuł doktora honoris causa . W 1947 roku przyjął obywatelstwo amerykańskie. W 1948 roku wrócił do Europy i osiadł w Paryżu, potem w latach 1949–1951 w Wiedniu i po 1951 znów w Paryżu, gdzie dwa lata później zmarł (1953). W ostatnim okresie życia powtarzał swoje pomysły i melodie. Jego muzyka zatraciła świeżość i atrakcyjność. Podczas pobytu w Stanach Zjednoczonych wystawił tylko jedną operetkę Marinka (1945) osnutą na tle tragicznego romansu arcyksięcia Rudolfa i baronówny Marii Vetsery. Utwór nie dotarł do Europy. Ostatni jego utwór Arizona Lady został pośmiertnie wystawiony, bez większego powodzenia, w Berlnie w 1954 roku.

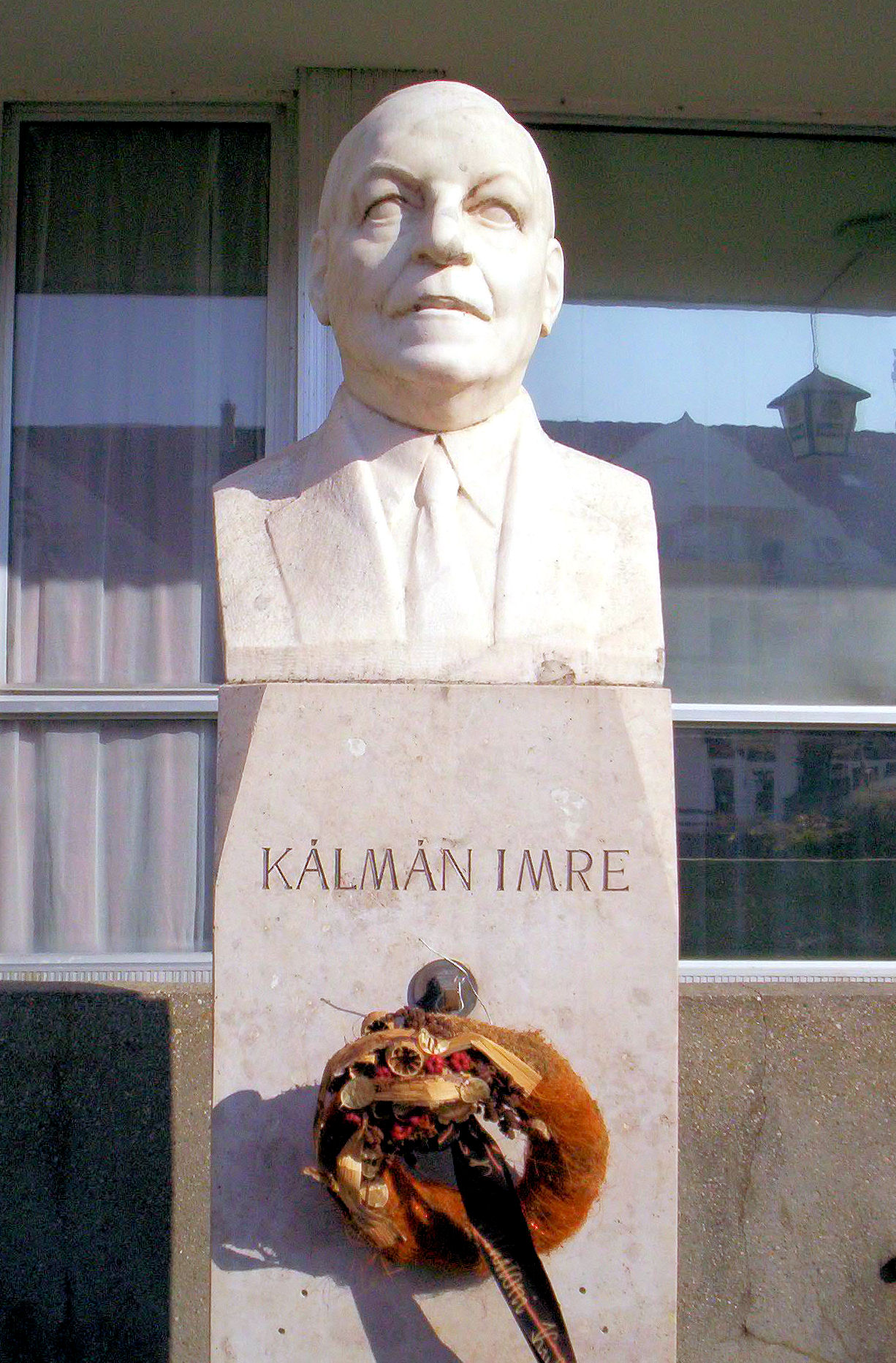
Pomnik Imre Kálmána

Swoją muzykę opierał, szczególnie w pierwszym okresie na folklorze węgierskim, cygańskim, potem uczynił ją bardziej kosmopolityczną, wprowadzał nawet rytmy jazzowe. Jego najlepsze utwory łączą się z czardaszami, Węgrami i Budapesztem. Miał świetny nerw sceniczny, wyczucie efektu i ogromny temperament. Pisał z rozmachem utwory przypominające chwilami opery komiczne (szczególnie w wielkich finałach).

## Twórczość
- Tatárjárás (Klęska Tatarów; 1908)
- Herbstmanöver (Manewry jesienne; 1909)
- Der gute Kamerad (1911)
- Der Zigeunerprimas (Król skrzypków, 1912)
- Die Csardasfürstin (Księżniczka czardasza; 1915)
- Die Faschingsfee (Wieszczka karnawału; 1917)
- Das Hollandsweibchen (Dziewczę z Holandii; 1920)
- Die Bajadere (Bajadera; 1921)
- Gräfin Mariza (Hrabina Marica; 1924)
- Die Zirkusprinzessin (Księżniczka cyrkówka; 1926)
- Herzogin von Chicago (Księżna Chicago; 1928)
- Das Veilchen vom Montmartre (Fiołek z Montrmarte; 1930)
- Marinka (1945)
- Arizona Lady (1954)[22]